# Scott Kazmir
Scott Edward Kazmir (* 24. Januar 1984 in Houston, Texas) ist ein US-amerikanischer Baseballspieler in der Major League Baseball (MLB) auf der Position des Starting-Pitchers. 2021 nahm er an Olympischen Sommerspielen in Tokio teil, wo er die Silbermedaille gewann.

## High School
Kazmir gelangen vier No-Hitter in Folge auf der Cypress Falls High School. Zu seinen herausragenden Leistungen in der High-School-Zeit zählen 172 Strikeouts in 75 Innings.

## New York Mets
Kazmir wurde 2002 in der ersten Runde von den New York Mets gedraftet. Im Jahre 2004 war Kazmir einer der hoffnungsvollsten Anwärter der Mets, um in das MLB-Team aufgenommen zu werden. Zu dieser Zeit pitchte Kazmir bei den Binghamton Mets, dem AA-Team des New Yorker Clubs. Allerdings wurde Kazmir am 30. Juli 2004 bei einem Spielerhandel an die Tampa Bay Devil Rays abgegeben. Der Trade wurde, vor allem aufgrund der späteren Erfolge des Pitchers, von Seiten der New Yorker Presse und der Mets-Fans mit viel Kritik bedacht.

## Tampa Bay Devil Rays / Rays
Am 23. August 2004 debütierte Kazmir in der Major League, wo er fünf Innings gegen die Seattle Mariners pitchte.

### Saison 2006
Am 2. Juli 2006 wurde Kazmir erstmals zum MLB All-Star Game eingeladen. Am 22. August 2006 gelangen Kazmir acht Strikeouts gegen die Texas Rangers, womit er zum Pitcher mit den meisten Strikeouts in der jungen Geschichte der Rays wurde.

### Saison 2008
Am 14. Mai 2008 einigten sich Kazmir und die Rays auf eine Vertragsverlängerung um vier weitere Jahre. Der Vertrag garantierte dem Linkshänder 28,5 Mio. US-$ und hätte ein Maximalvolumen von 39,5 Mio. US-$ erreichen können.
Am 30. Mai 2008 brach Kazmir mit fünf Wins in einem Monat den Team-Rekord für diese Statistik. Im Juli des Jahres wurde Kazmir erneut zum MLB All-Star Game eingeladen, bei dem er sich am 16. Juli den Win beim Sieg der American League sicherte. Durch einen 4:3-Sieg gegen die Boston Red Sox in der American League Championship Series erreichten die Rays erstmals, genau wie Scott Kazmir, die World Series.
In Spiel 1 der World Series 2008 am 22. Oktober 2008 wurde Kazmir als Starting Pitcher eingesetzt. Die Rays verloren das Spiel und Kazmir wurde mit dem Loss belastet.

### Saison 2009
Im Jahr 2009 konnte Kazmir nicht an die Erfolge des Vorjahres anknüpfen (8-7 bei einer Earned Run Average (ERA) von 5.92 gegenüber 12-8 und ERA 3.49 im Jahr 2008). Ende August 2009 wurde Kazmir an die Los Angeles Angels of Anaheim verkauft. Hierfür wurde unter anderem das vereinbarte zukünftige hohe Gehalt als Grund genannt, was den Rays die Verpflichtung anderer Spieler erschwert hätte. Obwohl dieser Schritt schon seit längerem vermutet worden war, kam er letztlich auch für Kazmir selbst überraschend.

## Los Angeles Angels of Anaheim
In sechs Starts für die Angels am Ende der regulären Saison erzielte Kazmir einen Record von 2-2 bei einem deutlich verbesserten ERA von 1.73. Der Wechsel ermöglichte ihm wie im Vorjahr eine Teilnahme an der so genannten Post Season, den K.O.-Spielen um die Meisterschaft. Bei seinem ersten Start in der Division Series gegen die Boston Red Sox blieb es bei einer No-Decision, in der Serie um die Meisterschaft der American League wurde für ihn beim Sieg der New York Yankees eine Niederlage gescort.